# Contea di Wenxi
La contea di Wenxi (闻喜县S, Wénxǐ XiànP) è una contea della Cina, situata nella provincia dello Shanxi e amministrata dalla prefettura di Yuncheng.